# Performances (informatique)

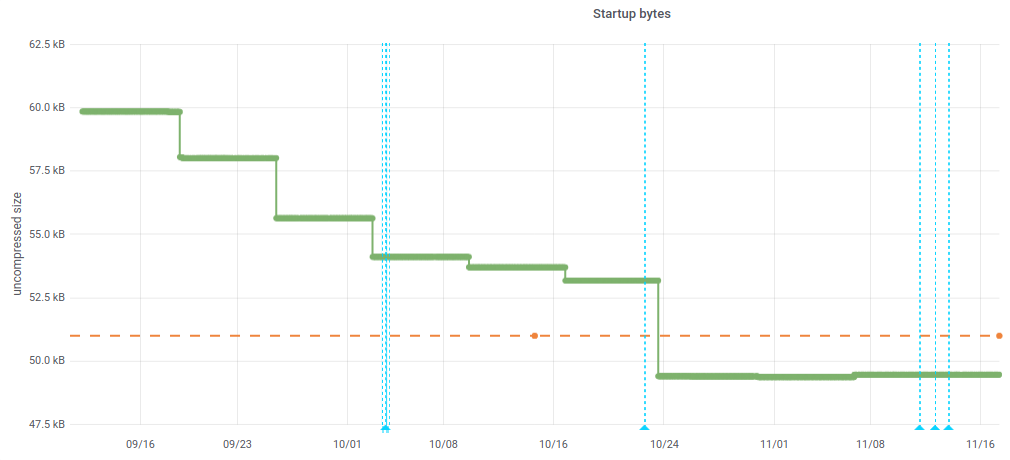
Faible temps de réponse.

En informatique, les performances énoncent les indications chiffrées mesurant les possibilités maximales ou optimales d'un matériel, d'un logiciel, d'un système ou d'un procédé technique pour exécuter une tâche donnée.
Selon le contexte, les performances incluent les mesures suivantes :
- Un faible temps de réponse pour effectuer une tâche donnée
- Un débit élevé (vitesse d'exécution d'une tâche)
- L'efficience : faible utilisation des ressources informatiques : processeur, mémoire, stockage, réseau, consommation électrique, etc.
- Une haute disponibilité du système ou de l'application
- Une bande passante élevée ou une faible latence
- Le passage à l'échelle (scalabilité)
- La capacité d'un canal de communication
- La performance du stockage informatique

Les performances sont établies par la mesure lors d'une activité appelée benchmarking (en français, étalonnage), grâce à des tests de performance. Le test de performance consiste à définir le processus/système/matériel que l'on veut mesurer, à définir le cas d'utilisation à tester (incluant le mode d'interaction, les données et le scénario), et à exécuter le test tout en récoltant les mesures grâce à des capteurs ou des sondes.
Les benchmarks et tests de performances sont souvent sujets à controverse. Ils sont souvent difficilement reproductibles, car très dépendants de détails non explicités : matériel utilisé, configuration de tous les éléments, charge de la machine, etc.
L'optimisation est l'activité consistant à améliorer les performances du programme cible. Il consiste d'abord à définir le test de performance à effectuer, quelles mesures doivent être optimisées, puis enfin à exécuter le test, mesurer, analyser, modifier la cible et recommencer pour mesurer s'il y a eu une amélioration. Ce processus est répété jusqu'à atteindre le niveau de performance souhaité.

## Source
- (en) Cet article est partiellement ou en totalité issu de l’article de Wikipédia en anglais intitulé « Computer performance » (voir la liste des auteurs).